# ウラカタ
『ウラカタ』は、日本テレビで2013年10月7日から月曜日1:20 - 1:35に放送されていた番宣バラエティ番組。
2016年3月放送終了。

## 概要
テレビ番組の裏方で働く様々なテレビマンをゲストに迎え、作り手の思いを紹介しながら、日本テレビの番組を宣伝する。

## 出演者
全員、日本テレビアナウンサー。

### メインMC
- 森圭介

### 2013年新人アナウンサー
メインMCのほか毎回新人アナウンサー1名が出演する。
- 川畑一志
- 後藤晴菜
- 中島芽生
- 郡司恭子

## スタッフ
- 制作協力：AX-ON
- 製作著作：日本テレビ